# Вардар (1932 – 1936)
Вижте пояснителната страница за други значения на Вардар.
„Вардар“ (на сръбски: Вардар) е сръбски вестник, излизал в Скопие от май 1932 до декември 1936 година. Излизат общо 1009 броя.
Вестникът започва да излиза по инициатива на белградския журналист Милан Йованович. В редакцията е и Йован Костич (Костов). Излиза първоначално веднъж, после два пъти и накрая три пъти в седмицата. Вестникът заявява, че в него
| „ | ще се чуе думата на най-малките хора на юга | “ |

Политиката на редакцията е в общия дух на югославянството, прокламирано при установяването на диктатурата на крал Александър Караджорджевич. Според Иван Михайлов вестникът е бойкотиран от местното население, като го четат само чиновниците сърби и това е причината за спирането му.